# Ratibida columnifera
Ratibida columnifera là một loài thực vật có hoa trong họ Cúc. Loài này được (Nutt.) Wooton & Standl. miêu tả khoa học đầu tiên năm 1915.